# Nero Wolfe è in pericolo
Nero Wolfe è in pericolo (titolo originale Help Wanted, Male), pubblicato in Italia anche con il titolo Cercasi sosia e Cercasi aiutante, è la sesta novella gialla di Rex Stout con Nero Wolfe protagonista.

## Storia editoriale
Il racconto fu pubblicato per la prima volta nel numero di agosto 1945 sulla rivista The American Magazine e in formato libro nella raccolta Trouble in Triplicate nel 1949.

## Trama
Un editore, Ben Jensen, ricevuta una lettera minatoria, si rivolge a Nero Wolfe perché lo protegga da ogni pericolo. Quella stessa sera viene assassinato. Il giorno dopo, una minaccia identica arriva all'investigatore, il quale conclude che l'assassino vuole vendicarsi per un caso in cui Wolfe e Jensen hanno mandato un capitano dell'esercito di fronte a una corte marziale. Wolfe decide quindi di assicurarsi l'aiuto di un collaboratore piuttosto speciale.

### Personaggi principali
- Nero Wolfe: investigatore privato
- Archie Goodwin: assistente di Nero Wolfe e narratore di tutte le storie
- Fritz Brenner: cuoco e maggiordomo
- Theodore Horstmann: giardiniere di Nero Wolfe
- Saul Panzer: investigatore privato
- Ben Jensen: editore
- Peter Root: capitano dell'esercito
- Emil Jensen: figlio di Ben
- Jane Geer: fidanzata di Peter Root
- H. H. Hackett: controfigura di Nero Wolfe
- Cramer: ispettore della Squadra Omicidi
- Purley Stebbins: sergente della Squadra Omicidi
- Rowcliff: tenente della Squadra Omicidi

## Critica
"La riluttanza di Wolfe ad accettare un caso di minacce di omicidio lo costringe alla fine ad assumere una controfigura per proteggere la propria vita. Ne seguono alcune situazioni divertenti. La storia ha indizi leali, ma è inverosimile. L'assassino è in alcune occasioni audace e intelligente, altre volte esitante e ottuso."
"Un tema ricorrente nelle storie di Stout è quello del sacrificio rituale. Questo rituale ha collegamenti con antichi riti della fertilità, come il culto di Dionisio. [...] In Help Wanted, Male, Nero Wolfe stesso sta per essere assassinato e assume nientemeno che una controfigura, che prenda il suo posto come bersaglio dei tentativi di assassinio. La storia ricava un bel po' di umorismo macabro dalla situazione. Ma comunque coinvolge qualcuno che viene deliberatamente scelto per essere il bersaglio di una morte sacrificale."

## Edizioni
- Rex Stout, Cercasi aiutante, traduzione di Bruno Tasso, collana I Gialli di Ellery Queen, Garzanti, 1952,  p. 96.
- Rex Stout, Nero Wolfe: prima di morire, traduzione di Hilia Brinis, collana I Classici del Giallo Mondadori (n. 876), Arnoldo Mondadori Editore, 2000,  p. 251, ISSN 0009-8426.